# منصور الموسى
منصور الموسى, من مواليد 29 أكتوبر 1970 في محافظة عنيزة وسط السعودية, هو منصور عبد الرحمن الموسى لاعب نادي النجمة السعودي وإداري فريق كرة القدم بنادي النجمة منذ 2009 وحتى الآن.
انضم لنادي النجمة سنة 1983, ثم تدرّج في جميع الفئات السنية البراعم ثم الاشبال والشباب مثل الفريق الأول وهوا في درجة الناشئين بدورة الصعود في تبوك سنة 1988, وكان أحد أسباب الصعود للدرجة الأولي في هذه الدورة وحصل على أفضل لاعب بالدورة، ثم لعب مع المنتخب السعودي للناشئين الذي فاز في بطولة كأس العالم للناشئين التي أقيمت في أسكتلندا عام 1989 م
لعب مع فريق النجمة الأول وحقق العديد من الأنجازات ابرزها وصوله مع الفريق إلي المربع الذهبي موسم 1997/1998, أنضم مع المنتخب السعودي المشارك في بطولة كأس العالم لكرة القدم 1994, ثم انتقل إلي نادي النصر السعودي وشارك معه في بطولة كأس العالم لكرة القدم للأندية سنة 2000 في البرازيل, وتوقف عن اللعب لسنوات، بعدها عاد ليلعب مع فريق النجمة لموسم واحد، وأعلن بعدها أعتزاله وأصبح إدارياً في نادي النجمة.

## روابط خارجية
- منصور الموسى على موقع الاتحاد الدولي (مؤرشف)  (الإنجليزية)
- منصور الموسى على موقع قاعدة بيانات كرة القدم.إي يو (الإنجليزية)